# مايكل كورليوني
مايكل كورليوني (بالإنجليزية: Michael Corleone)‏ هو شخصية خيالية في أفلام العراب الثلاثة وكذلك البطل الرئيسي فيها، التي أخرجها فرانسيس فورد كوبولا، المأخودة من رواية العراب عام 1969، للكاتب والروائي ماريو بوزو تم تمثيل دور مايكل من قبل آل باتشينو.رُشح مرتين لجائزة الأوسكار. مايكل هو الابن الأصغر لفيتو كورليوني، وهو مهاجر صقلي يقوم بتأسيس إمبراطورية مافيا. عند وفاة والده، مايكل يخلفه كدون من الأسرة الجريمة كورليوني.
في يونيو 2003 ، تم الاعتراف بمايكل كورليوني باعتباره الشرير الحادي عشر الأكثر شهرة في تاريخ الأفلام من قبل معهد الفيلم الأمريكي، على الرغم من أن بعض النقاد يعتبرونه بطلاً مأساويًا.